# 山口一臣
山口 一臣（やまぐち かずおみ、1961年1月1日 - ）は日本のジャーナリスト、実業家。株式会社テックベンチャー総研代表取締役CEO、メディア企業経営者。元週刊朝日編集長。東京都出身。

## 来歴・人物
東京都文京区生まれ、板橋区育ち。早稲田大学高等学院、早稲田大学第一文学部哲学科人文専攻卒業。ゴルフ専門出版社のゴルフダイジェスト社でビジュアル系ゴルフ誌「チョイス」、週刊ゴルフダイジェスト編集部で約6年勤務した後、1989年朝日新聞社へ中途入社。
朝日ジャーナル編集部で田中康夫や本多勝一を担当。入社3年目に同誌の休刊により週刊朝日編集部へ異動する。記者時代は政治、経済、マネーからスポーツ、芸能まで幅広く担当する。
2001年、9.11テロ取材でニューヨークとパキスタンに特派される。約3か月滞在。帰国後、副編集長（デスク）になるも、翌年、部下の書いた記事の不手際で管理責任を問われ、朝日新聞本社広報部へ異動となる。新聞社のクレーム対応最前線で、企業の危機管理について徹底的に学ばされる。その後、出版に復帰し週刊百科編集部の統括編集次長として数々のパートワークスの創刊を指揮する。2005年4月に創刊した子ども向け科学まんが週刊誌「かがくる」が大ヒットし、台湾、中国、韓国への売り込みにも成功、現地版が発行される。
2005年6月、再び週刊朝日副編集長（筆頭）に。同年11月、第41第編集長に就任する（中途採用で同誌の編集長になったのはこれが初めてとなる）。退任までの５年半の間に「編集者が選ぶ雑誌ジャーナリズム賞」を2回受賞。赤字だった同誌を2年で黒字化。以後、3年連続の増収増益を達成する。2011年3月まで約5年半務め、歴代週刊朝日編集長としては扇谷正造氏らにつづく戦後3番目の長期在任となった。この間、テレビ朝日、文化放送など、テレビ、ラジオにレギュラー出演。
2008年、朝日新聞社の出版部門分社化プロジェクトチームのメンバーとして新会社（朝日新聞出版）立ち上げに参画。設立後、同社へ出向。
2011年4月から朝日新聞出版マーケティング（販売）部長として営業部門を統括。編集部と販売部の協力強化で2年目に予算達成し、会社全体として設立以来初の予算達成にも貢献する。2013年、出版への出向を終え、朝日新聞本社へ戻る。
東京本社では、朝日ホール総支配人としてホール事業を統括。その後、フォーラム事務局員として国際シンポジウム「朝日地球会議」の立ち上げに携わる。
2016年11月末、選択定年により朝日新聞社を退社。同年12月株式会社POWER NEWSを起業し、代表取締役に。
2019年、それまでに築いた人脈と経験を活かし、技術研究やスタートアップベンチャーを支援する株式会社テックベンチャー総研をスタートさせ、同社代表取締役CEOに。
週刊朝日編集長時代の2010年にアシスタントを務めていた女性（当時東京大学在学中でアルバイトとしてアシスタントをしていた）は、のちに電通に入社したが、過労が原因で2015年12月に自殺しており（電通#新入女性社員の自殺（2015年））、Twitterで彼女の死を悼むツイートをしている。
朝日新聞デジタルで「今日からランナー」連載中、世界６大マラソンを完走したマラソンランナーでもある。自己ベストは3時間41分19秒（ネットタイム）。

## 公職・その他
- 公益社団法人自由報道協会 運営委員
- 早稲田大学高等学院同窓会 副理事長
- 宣伝会議「編集者ライター養成講座」講師
- 株式会社POWER NEWS 代表取締役
- 株式会社テックベンチャー総研 代表取締役CEO
- デモクラTV「本会議」メインキャスター
- Yahoo!ニュース個人 オーサー

## 受賞歴
- 編集者が選ぶ雑誌ジャーナリズム賞 スクープ賞（2006年）
- 編集者が選ぶ雑誌ジャーナリズム賞 大賞（2008年）

## 著書
- 『東電原発おっかけマップ』（鹿砦社、2011/8）共著
- 『権力とメディアの共犯関係を問う「小沢事件」の真実』（日本文芸社、2013/8）共著

## メディアへの出演歴等
テレビ番組
| 期間          | 期間          | 番組名                                                                                       | 役職                       |
| ------------- | ------------- | -------------------------------------------------------------------------------------------- | -------------------------- |
| 時期不明      | 2012年3月     | 南海キャンディーズ山ちゃんのジャーナルしちゃうぞ！→闘え！ 山里ジャーナル（朝日ニュースター） | 構成・出演                 |
| 2002年10月    | 2011年3月     | スーパーモーニング（テレビ朝日）                                                             | 金曜日ニュースナビゲーター |
| 2007年12月    | 2014年3月     | 本格報道 In Side Out（日本BS放送）                                                           | 水曜日メインキャスター     |
| 2014年5月31日 | 2014年5月31日 | 淳と隆の週刊リテラシー（東京メトロポリタンテレビジョン）                                     | ゲスト出演                 |

ラジオ・配信番組
- 文化放送「吉田たかよしのプラス」 レギュラーコメンテーター
- 文化放送「大竹まことのゴールデンラジオ」 大竹紳士交遊録火曜日レギュラー
- KBCラジオ「武内裕之のThat's On Time」 月曜日レギュラーコメンテーター
- デモクラTV「本会議」メインキャスター（現在出演中）

主な連載
- 朝日アスパラクラブ「山口一臣のダメダメ編集長日記」 （～2011年3月まで）
- 朝日新聞デジタル「山口一臣 読み比べ週刊誌」 （～2013年11月まで）
- さくらファイナンシャルニュース 専属コラムニスト （～2014年11月まで）
- 朝日新聞デジタル「今日からランナー」（現在連載中）

インターネットメディア関連
- 島メディアネットワーク主任研究員（島桂次の死亡によって終了）
- 「The Journal」 専属コラムニスト（サイト閉鎖によって終了）
- さくらファイナンシャルニュース 専属コラムニスト （サイトの経営交代で終了）
- ネット新聞「デイリー・ノーボーダー」の立ち上げに参画し、初代編集長
- NOBORDER「ニューズ・オプエド」レギュラー・キャスター
- NOBORDER「上杉隆のザ・リテラシー」レギュラー・キャスター
- 山口一臣 - 個人 - Yahoo!ニュース
- デモクラTV「本会議」司会
- 朝日新聞社「WEBRONZA」執筆者（ときどき）
- ビジネスインサイダージャパン 執筆者（ときどき）